# 이로 송암문집 및 이만승 괴당집 목판
이로 송암문집 및 이만승 괴당집 목판(李魯 松巖文集 및 李曼勝 槐堂集 木板)은 대한민국 경상남도 의령군 정곡면에 있는, 송암 이로(李魯,1544∼1598) 선생의 시문집을 널리 알리고자 만든 것으로, 6권 3책이다.
979년 12월 29일 경상남도의 유형문화재 제181호 송암문집 및 괴당집책판으로 지정되었다가, 2018년 12월 20일 현재의 명칭으로 변경되었다.

## 개요
『송암문집』책판은 송암 이로(李魯,1544∼1598) 선생의 시문집을 널리 알리고자 만든 것으로, 6권 3책이다. 특히 『송암문집』에는 소모문과 모략문이 들어있는데 문장이 뛰어나고 내용이 매우 좋은 것으로 평가되고 있다.
이노는 1564년에 진사시험과 1590년에 문과에 급제하고 현감, 사간원 등을 역임하였고, 임진왜란 때에는 김성일의 휘하에서 의병활동을 했다. 그가 죽은 후에 이조판서로 추증되었다.
『괴당집』은 괴당 이만승 선생이 두 아들에게 남긴 유서로, 국가에 충성하고 우애있게 지내라고 당부한 것이다.

## 같이 보기
- 이로
- 이만승

## 참고 문헌
- 이로 송암문집 및 이만승 괴당집 목판 - 국가유산청 국가유산포털